# Coupe CECAFA des nations 2008
Navigation
Tanzanie 2007 Kenya 2009
La Coupe CECAFA des nations 2008 est la trente-troisième édition de la Coupe CECAFA des nations qui a eu lieu en Ouganda du 31 décembre 2008 au 13 janvier 2009. Les nations membres de la CECAFA (Confédération d'Afrique centrale et de l'Est) sont invitées à participer à la compétition. À noter l'absence de l'Éthiopie, qui ne peut participer à la suite de sa suspension par la FIFA.
C'est le pays organisateur, l'Ouganda qui remporte la compétition en s'imposant en finale face au Kenya. La Tanzanie termine sur la troisième marche du podium. C'est le onzième titre de champion de la CECAFA pour la sélection ougandaise, qui confirme sa domination dans l'épreuve.
La compétition était initialement programmée du 8 au 22 novembre à Kampala mais a été décalée au mois de janvier 2009 afin de permettre aux différentes équipes engagées de se mettre en conformité avec GTV, le principal sponsor de l'épreuve. L'Érythrée déclare forfait peu de temps avant le début des rencontres et est remplacé par la Zambie, qui utilise la Coupe CECAFA comme tournoi de préparation pour l'équipe devant disputer le Championnat d'Afrique des nations quelques semaines plus tard en Côte d'Ivoire.

## Équipes participantes
- Ouganda - Organisateur
- Soudan - Tenant du titre
- Zanzibar
- Tanzanie
- Burundi
- Djibouti
- Somalie
- Rwanda
- Érythrée - Forfait, remplacé par la  Zambie
- Kenya

## Compétition

### Premier tour

#### Groupe A
| Rang | Équipe   | Pts | J | G | N | P | Bp | Bc | Diff |  | Résultats (▼ dom., ► ext.) |  |     |     |     |     |
| ---- | -------- | --- | - | - | - | - | -- | -- | ---- |  | -------------------------- |  | --- | --- | --- | --- |
| 1    | Ouganda  | 10  | 4 | 3 | 1 | 0 | 10 | 1  | +9   |  | Ouganda                    |  | 2-1 | 4-0 | 0-0 | 4-0 |
| 2    | Tanzanie | 6   | 4 | 2 | 0 | 2 | 5  | 4  | +1   |  | Tanzanie                   |  |     | 2-0 | 2-1 | 0-1 |
| 3    | Rwanda   | 6   | 4 | 2 | 0 | 2 | 6  | 6  | 0    |  | Rwanda                     |  |     |     | 3-0 | 3-0 |
| 4    | Zanzibar | 4   | 4 | 1 | 1 | 2 | 3  | 5  | -2   |  | Zanzibar                   |  |     |     |     | 2-0 |
| 5    | Somalie  | 3   | 4 | 1 | 0 | 3 | 1  | 9  | -8   |  | Somalie                    |  |     |     |     |     |

#### Groupe B
| Rang | Équipe   | Pts | J | G | N | P | Bp | Bc | Diff |  | Résultats (▼ dom., ► ext.) |  |     |     |     |     |
| ---- | -------- | --- | - | - | - | - | -- | -- | ---- |  | -------------------------- |  | --- | --- | --- | --- |
| 1    | Kenya    | 8   | 4 | 2 | 2 | 0 | 6  | 1  | +5   |  | Kenya                      |  | 1-0 | 0-0 | 0-0 | 5-1 |
| 2    | Burundi  | 7   | 4 | 2 | 1 | 1 | 6  | 2  | +4   |  | Burundi                    |  |     | 1-1 | 1-0 | 4-0 |
| 3    | Zambie   | 5   | 4 | 1 | 2 | 1 | 4  | 3  | +1   |  | Zambie                     |  |     |     | 0-2 | 3-0 |
| 4    | Soudan T | 5   | 4 | 1 | 2 | 1 | 3  | 2  | +1   |  | Soudan T                   |  |     |     |     | 1-1 |
| 5    | Djibouti | 1   | 4 | 0 | 1 | 3 | 2  | 13 | -11  |  | Djibouti                   |  |     |     |     |     |

### Phase finale

#### Demi-finales
| 11 janvier 2009 | Kenya                              | 2 - 1 | Tanzanie    | Stade Nakivubo, Kampala |  |
|                 | Francis Ouma 19e · Mike Baraza 21e |       | Mrwanda 80e |                         |  |

| 11 janvier 2009 | Ouganda                                                             | 5 - 0 | Burundi | Stade Nakivubo, Kampala |
|                 | Brian Umony 31e, 83e · Mwesigwa 44e · Stephen Bengo 47e · Massa 62e |       |         |                         |

#### Match pour la3eplace
| 13 janvier 2009 | Tanzanie                                    | 3 - 2 | Burundi                                           | Nelson Mandela Stadium, Kampala |  |
|                 | Mrisho Ngassa 3e · Tegete 70e · Mrwanda 75e |       | Abdallah Ilambona 5e (pen.) · Jafari Jumapili 41e |                                 |  |

#### Finale
| 13 janvier 2009 | Ouganda         | 1 - 0 | Kenya | Nelson Mandela Stadium, Kampala |
|                 | Brian Umony 16e |       |       |                                 |

| Vainqueur Coupe CECAFA 2009 Ouganda 11e titre |

## Sources et liens externes